# Gisèle Sans
Pour les articles homonymes, voir Sans.
Gisèle Sans, née en 1946 à Paris est une poétesse française.

## Biographie
Elle a des origines ariégeoises par son père à Castelnau-Durban, où elle séjourne souvent dans la maison familiale, et Foix par sa mère. Elle a effectué des études littéraires classiques de la 6e à la terminale en philosophie, ainsi qu'une classe de Lettres supérieures, au lycée Claude-Monet à Paris, travaillé un moment pour la librairie Fernand Nathan, avant de s'installer à Aix-en-Provence où elle vit actuellement. Elle écrit de la poésie depuis toujours, fait de nombreuses lectures en bibliothèques, établissements scolaires, et en 2006 à la maison d'arrêt de Luynes. 
En 2002, Gisèle Sans crée Poésie-Images qui a pour mission de sensibiliser tous les publics à la poésie contemporaine, d’organiser des lectures avec des poètes invités : Hélène Dorion, Yves Broussard, Jean Poncet, Joëlle Gardes, Dominique Sorrente, Jean-Max Tixier, Raymond Jean, pour en citer quelques-uns, et qui a édité de 2009 à 2012 une anthologie thématique de poètes contemporains, La Couleur des poèmes.
Présente dans L’Année poétique 2008, anthologie Seghers, L’Athanor des poètes, anthologie 1991-2011, Le Nouvel Athanor, Visages de Poésie, Tome 1 de l’anthologie Rafael de Surtis, 2009, elle est publiée dans la revue internationale américaine Osiris, Les Cahiers du Sens, Le Nouvel Athanor, Phœnix, La Revue des Archers du  théâtre Toursky à Marseille. Elle a reçu le Prix de Poésie de l’Académie de Marseille en 2005.
Elle s’intéresse beaucoup à l’image, et pratique la photographie; une de ses photographies est publiée dans son recueil Embrasement(s). Tous les arts la passionnent, se sentant proche de toute création artistique. Ses poèmes sont parfois en lien avec des créateurs ou interprètes d’hier ou d’aujourd’hui: Haine, inspiré librement de la chorégraphie N d'Angelin Preljocaj dans le recueil Les Voies Contraires; Le funambule, inspiré librement de la chorégraphie d'Angelin Preljocaj sur le texte éponyme de Jean Genet; Picasso/Vauvenargues, écrit après sa visite de l'exposition en 2009 au Château de Vauvenargues d'œuvres de Picasso; Voix de cristal, dédié à Natalie Dessay; tous trois publiés dans le recueil Embrasement(s).

## Poésie
°     Amour de guerre, roman poétique, Poésie-Image, 2023   
°    Éclats d'ombre et de lumière, 250 exemplaires numérotés, collection Surya, Éditions Alcyone, 2018.
°   Terre Mer Ciel par-delà les mots, éditions Les Presses Littéraires, 2016.
°    Paysages intimes, livre d'artistes, poème de Gisèle Sans orné, de manière différente XVIII fois par Guy-Paul Chauder, Éditions de Rivières, 2014
°     Paysages intimes II, livre d'artistes, œuvre unique, poème de Gisèle Sans orné par Guy-Paul Chauder, 2015 
°     Prendre les chemins de grands fûts, Prix Spécial du Jury en 2018 au Salon du Livre de Mirepoix, éditions Les Presses Littéraires, 2014. 
°  Retour au premier jour, collection lieu n° 288, Corse, Encres Vives, 2013
- Embrasement(s), 250 exemplaires numérotés, après-poèmes de Michel Cosem, collection Phoïbos, Éditions de l’Atlantique, 2012.
- Personne ne dira le dernier mot, 250 exemplaires numérotés, après-poèmes d’Yves Broussard, collection Phoïbos, Éditions de l’Atlantique, 2011[1].
- Ciel profond, Encres vives no 389, 2010[9].
- Comme galets, collection Encres Blanches no 391, Encres vives, 2009[1].
- Vivances, Poésie-Images, 2008.
- Les Voies contraires, avec un texte d'Angelin Preljocaj, Poésie-Images, 2007, recueil choisi dans L’Année Poétique 2008, Seghers.
- Émotions d’Art, Préface de Jean Aron, Poésie-Images, 2006.
- Voyages et… paysages intérieurs, Prix de l'Académie de Marseille, Avant-poèmes de Gérard Blua, Poésie-Images, 2005.
- Attentes, Poésie-Images, 2004.
- Amour du Sud, poèmes d'adolescence, Poésie-Images, 2003.
- Le Chant des îles d’or, Poésie-Images, 2002 (1er édition, 800 exemplaires, épuisée, 2e édition, 2006).

## Anthologies
- Transparence, collection La Couleur des poèmes, Poésie-Images, 2012.
- Arc-en- ciel, collection La Couleur des poèmes, Poésie-Images, 2011.
- Outremer, outre-mer, collection La Couleur des poèmes, Poésie-Images, 2010.
- Sable, collection La Couleur des Poèmes, Poésie-Images, 2009.

## Œuvres collectives
- La poésie funambule ou comment respirer, in Les Cahiers du Sens, La Poésie, Le Nouvel Athanor, 2010.
- Hommage  in Spécial Jean-Max Tixier, 378e Encres vives, 2010.

## Commentaires sur l’œuvre
« Ce qui s’impose tout de suite chez Gisèle Sans c’est son écriture directe qui, sous une apparente économie, va à l’essentiel. Inutile de chercher des fioritures et des enjolivements, on est là dans l’essence même de la poésie : faire naître avec les mots, du sens, des images, de l’intelligence, qui, d’échos en échos, ouvrent les portes de l’imaginaire. Il faut relire plusieurs fois ses poèmes pour en goûter chaque fois des airs nouveaux, partir dans une direction non prévue. Je rejoins volontiers Jean Orizet qui trouve sa poésie « simple, sensible, lumineuse » et Yves Broussard, quant à lui, « précieuse ». »

— Michel Cosem, Après-poèmes dans Embrasement(s)

« Tous les poèmes de Gisèle Sans sont précieux qui rappellent à l’homme le besoin d’être, en tous lieux et à tout instant cependant que, comme elle l’écrit dans ce recueil, « le passé s’engouffre dans le présent illuminé ». »

— Yves Broussard, Après-poèmes dans Personne ne dira le dernier mot